# Clubiona ruandana
Clubiona ruandana este o specie de păianjeni din genul Clubiona, familia Clubionidae, descrisă de Strand, 1916. Conform Catalogue of Life specia Clubiona ruandana nu are subspecii cunoscute.